# Cuídate (EP)
Cuídate es el EP debut de la cantante española NIA, lanzado el 9 de julio de 2021 a través del sello discográfico Sony Music Spain. El álbum cuenta con la producción musical de Oddliquor, Allnightproducer, Roy Borland, Pablo Rouss y Paco Salazar, entre otros.

## Antecedentes
Tras el fin de la undécima edición del programa de talentos español Operación Triunfo en 2020, la cantante quedó en primera posición. NI lanzó su primer álbum recopilatorio lanzado bajo el nombre Sus canciones en julio de 2020, el cual incluye todos los temas que interpretó durante su participación en el programa El concurso se convirtió en un fenómeno social en España, y NIA, así como el resto de los participantes del concurso, saltaron a la fama en cuestión de meses. Ese mismo año, la cantante oficialmente firma su contrato con Sony Music Spain para así poder lanzar un álbum completo. El 12 de noviembre de 2020 la cantante lanzó su primer sencillo de su álbum debut, «Malayerba»
A principios de año, en enero de 2021, lanzó «Cúrame» junto a Blas Cantó, producida por Paco Salazar. Este tema llegó al puesto 44 de la lista de sencillos de PROMUSICAE.
El 16 de abril, NIA lanzó «Asúmelo» junto a Roy Borland, una canción producida por él mismo junto a Pablo Rouss. El 21 de mayo, publica "Arrebatao" que iba a formar parte del álbum, además de publicar la reserva del disco, agotando. La lista de canciones contenía únicamente 2 temas inéditos.
El 4 de junio, NIA publica "Mi Luna Llena" una ranchera junto a India Martínez
Tres meses después, el 9 de julio de 2021, finalmente la cantante lanzó su EP, el cual se posicionó en el número ocho en la lista de álbumes de PROMUSICAE.

## Lista de canciones
| Cuídate |                                          |                                                                                       |                               |          |  |
| N.º     | Título                                   | Escritor(es)                                                                          | Productor(es)                 | Duración |  |
| 1.      | «Malayerba»                              | NIA, Alba Gil Santana, Carlos Simón Solera, Daniel Angelo Ortega Perez, Ricky Furiati | Lucky Juan, Oddliquor         | 2:57     |  |
| 2.      | «Mi Luna Llena» (junto a India Martínez) | NIA, Manel Navarro, Miguel García Auñón, Riki Rivera                                  | Allnightproducer, Riki Rivera | 2:48     |  |
| 3.      | «Asúmelo» (junto a Roy Borland)          | NIA, Pablo Rouss, Roy Borland                                                         | Pablo Rouss, Roy Borland      | 3:04     |  |
| 4.      | «Cúrame» (junto a Blas Cantó)            | NIA, Blas Cantó, Marc Montserrat, Pedro Elipe, Ricky Furiati                          | Paco Salazar                  | 3:48     |  |
| 5.      | «Arrebatao»                              | Abir Hathi, Andrés Ceballos, Gonzalo Hermida                                          | Pablo Rouss                   | 2:19     |  |
| 6.      | «Maldito»                                | Vanesa Martín                                                                         | Ismael Guijarro               | 2:55     |  |
| 17:55   |                                          |                                                                                       |                               |          |  |

## Posicionamiento en listas

### Listas semanales
| Lista (2021)        | Mejor posición |
| ------------------- | -------------- |
| España (PROMUSICAE) | 8              |

## Historial de lanzamiento
| Región | Fecha              | Formato              | Discográfica     | Ref. |
| ------ | ------------------ | -------------------- | ---------------- | ---- |
| Varios | 9 de julio de 2021 | CD, descarga digital | Sony Music Spain |      |